# Helge Rydberg
Helge Sven Albert Rydberg, född 20 juli 1887 i Lund, död 22 april 1968 i Lund, var en svensk ingenjör, uppfinnare och skribent, ombudsman, redaktör och målare.

## Biografi
Rydberg avlade filosofie kandidatexamen 1914. Han var ingenjör vid Kockums mekaniska verkstads AB 1916–1929, ombudsman för SIF 1927–1939, redaktör och ansvarig utgivare för SVT-Industritjänstemannen 1917–1938. Han fick 1920 patent på Tyfonen, en apparat som frambringar kraftiga ljudsignaler med hjälp av ånga eller tryckluft. Tyfoner tillverkas och marknadsförs fortfarande på den globala marin- och tågmarknaden av Kockum Sonics. Rydberg var ledamot i 1936 års semestersakkunnigutredning och i SPP:s överstyrelse 1935–1939. Han tillhörde  Svensk uppslagsboks redaktion 1929–1933 och skrev även artiklar i facktidskrifter och inom dagspress.
Jämsides med sina övriga sysselsättningar var han verksam som konstnär och bedrev privata målarstudier i Indien. Separat ställde han ut på Mässhallen i Stockholm 1942 och han medverkade i ett flertal samlingsutställningar runt om i landet. Hans konst består av stilleben och landskapsmålningar från västkusten utförda i olja eller pastell.

### Familj
Rydberg var gift första gången 1911–1941 med Gurli Nordstrandh (1888–1968) och andra gången från 1943 med Hildur Poersch (1902–1995). Han hade fyra barn: Bo Rydberg (1912–1988), Vivian Taylor (1920–2011), Jan Rydberg (1923-2015) och Madelaine Rydberg Rogo (1929–1983) som var konstnär. Han var son till fysikern Janne Rydberg och Lydia Carlsson.
Helge Rydberg är begravd på Norra kyrkogården i Lund.